# Marion (Dakota del Sud)
Marion és una població dels Estats Units a l'estat de Dakota del Sud. Segons el cens del 2000 tenia 892 habitants.

## Demografia
Segons el cens del 2000, Marion tenia 892 habitants, 350 habitatges, i 232 famílies. La densitat de població era de 395,9 habitants per km².
Dels 350 habitatges en un 30,9% hi vivien nens de menys de 18 anys, en un 57,7% hi vivien parelles casades, en un 4,9% dones solteres, i en un 33,7% no eren unitats familiars. En el 32,3% dels habitatges hi vivien persones soles el 21,4% de les quals corresponia a persones de 65 anys o més que vivien soles. El nombre mitjà de persones vivint en cada habitatge era de 2,39 i el nombre mitjà de persones que vivien en cada família era de 3,02.
Per edats la població es repartia de la següent manera: un 25,1% tenia menys de 18 anys, un 5,4% entre 18 i 24, un 20,5% entre 25 i 44, un 19,7% de 45 a 60 i un 29,3% 65 anys o més.
L'edat mediana era de 44 anys. Per cada 100 dones de 18 o més anys hi havia 81,5 homes.
La renda mediana per habitatge era de 36.406 $ i la renda mediana per família de 43.375 $. Els homes tenien una renda mediana de 30.417 $ mentre que les dones 20.341 $. La renda per capita de la població era de 16.125 $. Entorn de l'1,3% de les famílies i el 3,8% de la població estaven per davall del llindar de pobresa.

## Poblacions més properes
El següent diagrama mostra les poblacions més properes.